# Ferdinand Biwersi
Ferdinand Biwersi (né le 24 juin 1934 à Bliesransbach et mort le 4 septembre 2013) est un ancien arbitre allemand de football. Il débuta en 1965, puis fut arbitre international de 1969 à 1978.

## Carrière
Il a officié dans des compétitions majeures : 
- Jeux Olympiques de 1972 (1 match)
- Coupe UEFA 1975-1976 (finale aller)
- Coupe du monde de football de 1978 (1 match)